# Wilhelm Liebhart

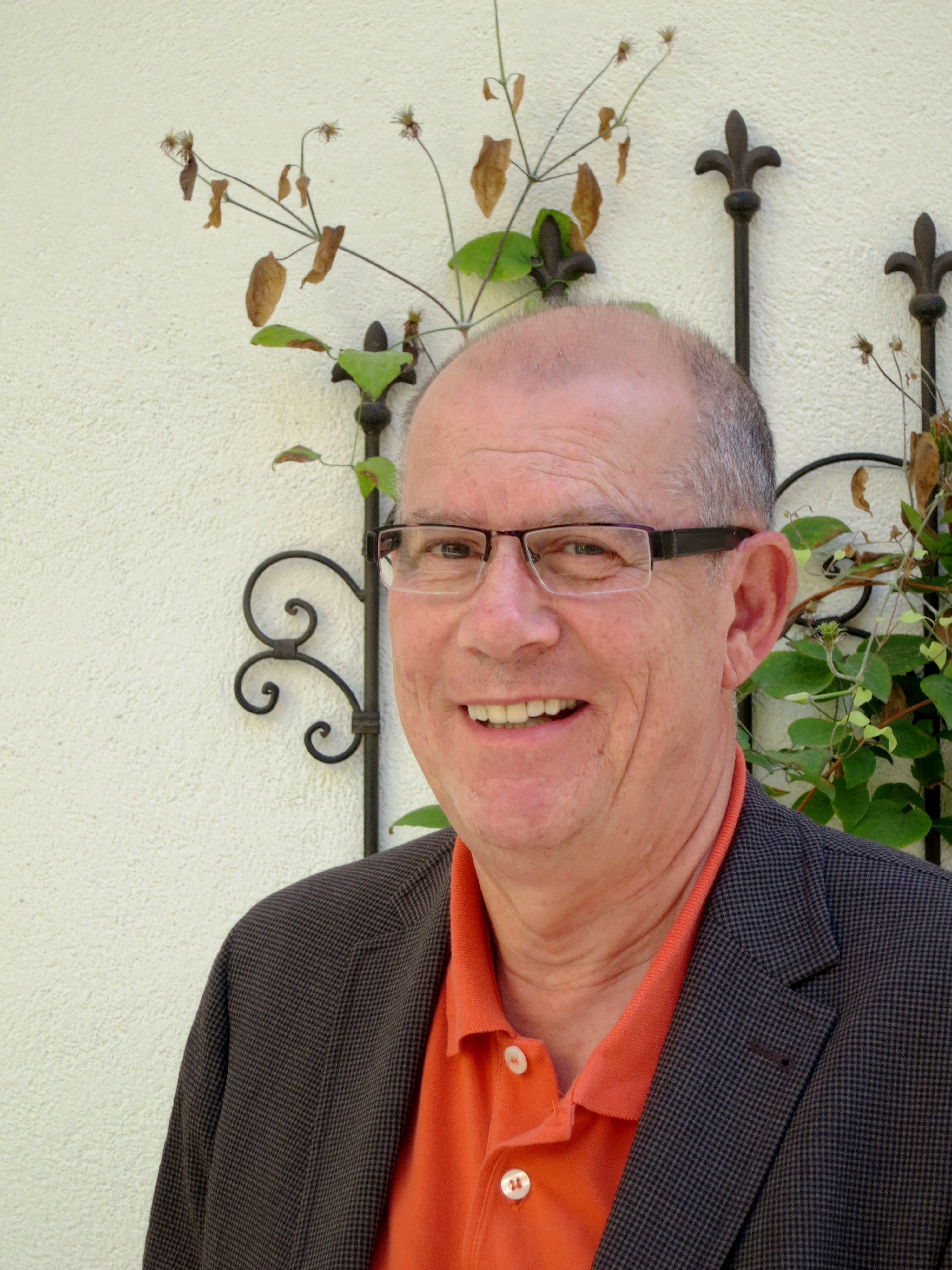
Wilhelm Liebhart

Wilhelm Liebhart (* 26. Oktober 1951 in Altomünster) ist ein deutscher Historiker und ehemaliger Professor an der Hochschule Augsburg. Er ist ein führender Vertreter der wissenschaftlichen Heimatkunde, also der Mikrogeschichte seiner Heimat östliches Schwaben und westliches Oberbayern.

## Leben
Wilhelm Liebhart besuchte das Albertus-Gymnasium Lauingen und studierte von 1972 bis 1977 Geschichte, Geschichtliche Hilfswissenschaften, Germanistik und Politikwissenschaft an der Ludwig-Maximilians-Universität München. Von 1977 bis 1981 war er als Wissenschaftlicher Mitarbeiter an der Universität Augsburg, Lehrstuhl für bayerische und schwäbische Landesgeschichte, bei Pankraz Fried tätig. Dort promovierte er 1980 über die Besitz- und Wirtschaftsgeschichte des Reichsstiftes St. Ulrich und Afra zu Augsburg. Von 1981 bis 1989 arbeitete er im Höheren Bibliotheksdienst unter anderem an der Bayerischen Staatsbibliothek München und an der Universitätsbibliothek Augsburg. Von 1989 bis 2017 war er als Professor für Geschichte, Politik und Literatur an die Hochschule Augsburg, Fachbereich Allgemeinwissenschaften, berufen.
Wilhelm Liebhart ist seit 1992 Mitglied der Schwäbischen Forschungsgemeinschaft e. V. sowie der Kommission für bayerische Landesgeschichte bei der Bayerischen Akademie der Wissenschaften. Im Jahr 2003 wurde er außerordentliches Mitglied der Historischen Sektion der Bayerischen Benediktinerakademie (seit 2023: Benediktinische Akademie Salzburg). Seit dem Jahr 1997 betreut er als wissenschaftlicher Berater das von ihm konzipierte Birgitten- und Klostermuseum Altomünster, das er seit 2014 auch leitet. Seit 1999 gibt er die heimatkundliche Vierteljahresschrift „Amperland“ für die Landkreise und Großen Kreisstädte Dachau, Freising und Fürstenfeldbruck heraus.
Er ist ein vielseitig interessierter Hochschullehrer und Forscher, der vielfach auch als Kultur- und Wissenschaftsmanager tätig werden musste. Seine Leitidee ist die wissenschaftliche Heimatkunde, die er sozusagen mikrohistorisch in vielen Heimatbüchern und Gemeindechroniken verwirklicht hat.

## Ehrungen
- Markus Würmseher, René Brugger (Hrsg.): Grenzüberschreitungen zwischen Altbayern und Schwaben. Geschichte, Politik und Kunst zu beiden Seiten des Lechs. (= Festschrift für Wilhelm Liebhart). Regensburg (Schnell und Steiner) 2016, ISBN 978-3-7954-3118-1.
- Träger der Bürgermedaille des Marktes Altomünster
- Träger der Bürgermedaille des Landkreises Dachau
- Träger der Verdienstmedaille des Landkreises Aichach-Friedberg in Silber
- Träger der Verdienstmedaille des Landkreises Dachau in Bronze[8]

## Werke
Auswahl 
- Peter Fassl, Wilhelm Liebhart, Wolfgang Wüst (Hrsg.): Groß im Kleinen – Klein im Großen. Beiträge zur Mikro- und Landesgeschichte. Gedenkschrift für Pankraz Fried. UVK Verlagsgesellschaft Konstanz, Konstanz 2013, ISBN 978-3-86764-365-8.
- Kühbach: Kloster, Markt und Schlossgut. Hrsg.: Kühbach. Gemeinde Kühbach, Kühbach 2012 (BSB-ID:12466029).
- Pöttmes: Herrschaft, Markt und Gemeinde. Hrsg.: Wilhelm Liebhart. Gemeinde Pöttmes, Pöttmes 2007, DNB 99393790X (Bände 1 und 2).
- Altomünster: Kloster, Markt und Gemeinde. Hrsg.: Wilhelm Liebhart & Heimat- und Museumsverein. Plabst, Altomünster 1999, DNB 958552711.
- Altbayerische Geschichte. Bayerland, Dachau 1998, ISBN 3-89251-264-7.
- Bayerns Könige: Königtum und Politik in Bayern. 2. Auflage. Lang, Frankfurt am Main 1997, ISBN 3-631-31567-8.
- Wilhelm Liebhart (Hrsg.): Schwangau: Dorf der Königsschlösser. Thorbecke, Sigmaringen 1996, ISBN 3-7995-3435-0.
- Inchenhofen: Wallfahrt, Zisterzienser und Markt. Hrsg.: Wilhelm Liebhart. Thorbecke, Sigmaringen 1992, ISBN 3-7995-4169-1.
- Wilhelm Liebhart (Hrsg.): Nesselwang: Ein historischer Markt im Allgäu. Thorbecke, Sigmaringen 1990, ISBN 3-7995-4126-8.
- Wilhelm Liebhart (Hrsg.): Altbayerisches Klosterleben: Das Birgittenkloster Altomünster 1496–1841 (= Münchener theologische Studien. Band 30). EOS, St. Ottilien 1987, ISBN 3-88096-130-1.
- Wilhelm Liebhart (Hrsg.): Aichach im Mittelalter. Stadt Aichach, Aichach 1985, DNB 850800331.
- Die Reichsabtei St. Ulrich und Afra zu Augsburg: Studien zu Besitz und Herrschaft; 1006 bis 1803 (= Historischer Atlas von Bayern: Teil Schwaben: Reihe II, Heft 2). Lassleben, Kallmünz 1982, ISBN 3-7696-9931-9 (Promotionsarbeit, Augsburg, 1980).